# 春色のメロディー
「春色のメロディー」（はるいろのメロディー）は、岡村孝子の通算30枚目のシングル。2005年1月26日発売。発売元はBMGファンハウス。

## 解説
表題曲は、アニメ映画『雲の学校』エンディング・テーマに使用された。
同年11月23日発売ライブDVD『Encore VI OKAMURA TAKAKO CONCERT TOUR 2005 Sanctuary』に、表題曲のライブでの歌唱映像を使用して、ミュージック・ビデオ風に仕上げたものがボーナス映像として収録。
カップリング曲「聖域 〜Sanctuary〜」のサブタイトルは、表題曲収録のアルバム『Sanctuary』（2005年2月23日発売）と共通するが、「聖域 〜Sanctuary〜は、このアルバムに収録されず、アレンジに手を加えたものが次作『四つ葉のクローバー』に、アルバム・バージョンとして収録。
表題曲・カップリング曲とも、本シングルと同一のバージョンはアルバム未収録。
本シングルとアルバム『Sanctuary』（初回生産分のみ）ダブル購入者に向けた連動特典があり、シングル・アルバム購入者に漏れなくエッセイ集（同アルバム収録曲の全曲セルフ解説付）が送付された。
本シングル発売のプロモーションとして岡村はNHKの音楽番組『夢・音楽館』に出演。あみん解散後1985年にソロデビューして20年目。歌番組での披露は久々であった。

## 収録曲
1. 春色のメロディー　（5:03）
  - 作詞・作曲: 岡村孝子 、編曲: 萩田光雄

アニメ映画『雲の学校』エンディングテーマ
2. 聖域 〜Sanctuary〜　（4:08）
  - 作詞・作曲: 岡村孝子 、編曲: 萩田光雄
3. 春色のメロディー （インストゥルメンタル）
4. 聖域 〜Sanctuary〜 （インストゥルメンタル）

## 各曲の収録アルバム
- 春色のメロディー
  - アルバム未収録
- 春色のメロディー（Album Mix）
  - Sanctuary
  - TOY BOX
- 春色のメロディー（Remix）
  - After Tone V
- 聖域 〜Sanctuary〜
  - アルバム未収録
- 聖域 〜Sanctuary〜（Album Version）
  - 四つ葉のクローバー